# Christine Anne Baur
Christine Anne Baur (* 9. Mai 1952 in Los Angeles) ist eine US-amerikanische Stuntfrau und Schauspielerin.

## Leben
Baur hatte 1978 ihren ersten Filmauftritt in Die Crash Company und spielte neben wenigen Auftritten als Statistin in einigen Filmen auch in Raumschiff Enterprise: Das nächste Jahrhundert (1993). Sie absolvierte etliche dutzend Stunts in Filmen. So zum Beispiel in Dirty Harry kommt zurück (1983), Sie leben (1988), Stirb langsam 2 (1990), Copykill (1995), Scream – Schrei! (1996) und Bruce Allmächtig (2003).
2005 bekam sie für ihr Mitwirken als Stuntfrau in New York Taxi den Taurus Award, den sie sich gemeinsam mit Debbie Evans, Jill Brown, Henry Kingi, Gilbert B. Combs, Tony Penillo, Spencer Sano, Corey Michael Eubanks, Anita Hart und Julius LeFlore teilt.

## Filmografie

### Als Schauspielerin
- 1978: Die Crash Company (Zero to Sixty)
- 1979: Meteor
- 1986: Rhea M – Es begann ohne Warnung (Maximum Overdrive)
- 1988: Sie leben (John Carpenter’s They Live)
- 1991: Mannequin 2 – Der Zauber geht weiter (Mannequin: On the Move)
- 1993: Star Trek: Deep Space Nine (Fernsehserie, eine Folge)
- 1993: Raumschiff Enterprise: Das nächste Jahrhundert (Star Trek: The Next Generation, Fernsehserie, eine Folge)

### Als Stuntfrau (Auswahl)
- 1983: Dirty Harry kommt zurück (Sudden Impact)
- 1987: Die Hexen von Eastwick
- 1988: Sie leben (John Carpenter’s They Live)
- 1990: Stirb langsam 2 (Die Hard 2: Die Harder)
- 1995: Copykill (Copycat)
- 1996: Scream – Schrei! (Scream)
- 2003: Bruce Allmächtig (Bruce Almighty)

## Auszeichnungen
- 2005: Taurus Award in der Kategorie „Best Specialty Stunt“ für New York Taxi (geteilt mit Stunt-Kollegen)[2]